# Sjöviksgården
Sjöviksgården är en lägergård i Sjövik vid sjön Mjörn och tillhör Svenska Missionskyrkan, nu del av Equmeniakyrkan. Sjöviksgården stod klar år 1941 och lägerkyrkan byggdes år 1945. Förutom lägergård så bedrivs även vandrarhem här med självhushåll. Längst ut på udden ligger en ångbåtsbrygga, där ångbåten S/S Herbert kan lägga till på somrarna. På området finns även fotbolls- och volleybollplaner.